# Kommunalwahlen in Osttimor 2004–2005
Bei den Kommunalwahlen in Osttimor 2004–2005 wurden erstmals im seit 2002 unabhängigen Osttimor die Mitglieder des Suco-Rates, die Chefes de Aldeia (Aldeia-Chef) und die Chefes de Suco (Suco-Chef) von der Bevölkerung gewählt.
Sucos sind die kleinste Verwaltungseinheit des Landes. Ihm stehen ein gewählter Rat und dessen Vorsitzender, der Chefe de Suco vor. Mitglieder des Rates sind die Chefes de Aldeia. Aldeias sind Dorfgemeinschaften, die keine klaren Grenzen innerhalb der Sucos haben. Weitere Mitglieder des Suco-Rates sind zwei Frauen, zwei Jugendliche (einer von jedem Geschlecht) und der Lian Nain (deutsch Besitzer des Wortes), eine traditionelle Autoritätsperson. Um nicht in Konflikt mit den traditionellen Machtstrukturen zu geraten, durften bei diesen eigentlich demokratischen Wahlen in Teilen Osttimors nur Mitglieder der jeweiligen Herrscherfamilien als Chefe de Suco oder Chefes de Aldeia kandidieren.
Die Wahlen fanden zu unterschiedlichen Terminen in den einzelnen Distrikten statt:
- Bobonaro und Oe-Cusse Ambeno: Dezember 2004
- Manatuto, Baucau und Lautém: März 2005
- Cova Lima, Ermera und Viqueque: Mai 2005
- Aileu, Ainaro und Manufahi: Juni 2005
- Dili und Liquiçá: September 2005

## Belege
1. 1 2  Secretariado Técnico de Administração Eleitoral STAE: Eleições do Conselho de Suco 2004/2005 (Memento vom 4. August 2010 im Internet Archive) (portugiesisch)
2. ↑  Susana Barnes: Origins, Precedence and Social Order in the Domain of Ina Ama Beli Darlari, In: Land and life in Timor-Leste, S. 26.